# Cult of the Dead Cow
| _ _ ((___)) [ x x ] \ / (' ') (U) |
| das ASCII-Logo des cDc            |

Cult of the Dead Cow (kurz cDc) ist eine Hackergruppe, die 1984 in Lubbock, Texas, Vereinigte Staaten gegründet wurde. Bekannt wurde sie vor allem durch die (oft auch illegal eingesetzte) Fernwartungssoftware Back Orifice. Ihre neue Software und andere Medien veröffentlicht die Gruppe zuerst über ihren Weblog.

## Geschichte
Die Gruppe wurde im Juni 1984 von Grandmaster Ratte und Frank Gibbe gegründet.
Das Gruppenmitglied Drunkfux etablierte im Dezember 1990 die Hacker-Konferenz HoHoCon, die üblicherweise in Houston stattfand. Diese Hacker-Konferenz war die erste ihrer Art, die auch Journalisten und Gesetzeshüter einlud, sich zu beteiligen.
1991 begann die Gruppe, selbst aufgenommene Musik auf Kassetten über ihr Postfach zu vertreiben. Viele dieser Aufnahmen sind mittlerweile online verfügbar.
Die Usenet-Newsgroup „alt.fan.cult-dead-cow“ wurde im Oktober 1994 gegründet. cDc ist damit die erste Hackergruppe mit eigener Newsgroup. Im November des gleichen Jahres behauptete die Gruppe, Ronald Reagan mittels eines Blasrohrs mit Alzheimer infiziert zu haben.
Cult of the Dead Cow erklärte im Jahr 1995 Scientology den Krieg.
Das cDc-Mitglied Omega gilt als Urheber des Begriffs "Hacktivism" (de: Hacktivismus), den er 1998 erstmals in einer E-Mail erwähnte. Von da an prägten die Aktivisten die Definition des Ausdrucks, die sich auf die Entwicklung und Nutzung von Technologie zur Förderung der Menschenrechte und des offenen Informationsaustausches bezieht.
1997, bevor die Verbreitung von Musik über das Internet üblich war, veröffentlichte cDc auf ihrer Webseite eigene Musik im MP3-Format.
Im Februar 2000 war cDc Thema eines 11-minütigen Dokumentar-Kurzfilms namens „Disinformation“. Ebenfalls im Februar 2000 beriet das cDc-Mitglied Mudge den amerikanischen Präsidenten Bill Clinton zum Thema Internetsicherheit.

## cDc communications
cDc communications ist die Dachorganisation von Cult of the Dead Cow.  cDc ist eine der drei Gruppen von cDc communications. Die anderen beiden sind die Ninja Strike Force und Hacktivismo.

### Ninja Strike Force
1996 gründete der cDc die Ninja Strike Force (NSF), eine Gruppe von sogenannten Ninja, die die Ziele des cDc „online und offline“ erreichen sollten.  Der cDc eröffnete 2004 das NSF Dōjō. Ein Mitglied der NSF betreibt außerdem ein Streaming-Radio, auf dem Aufnahmen von Hacker-Konferenzen, ein alternatives Bildungsprogramm und eine Vielzahl unterschiedlicher Musikstücke geboten werden.
2006 startete die Ninja Strike Force ihre eigene Website.

### Hacktivismo
Hacktivismo wurde 1999 von cDc gegründet und ist eine unabhängige Gruppe unter dem Dach von cDc communications. Ihr Schwerpunkt liegt in der Erstellung von Anti-Zensur-Technologie zur Stärkung der Menschenrechte im Internet. Der Zugang zu Information gehöre zu den grundlegenden Menschenrechten.
Die Zielsetzung der Gruppe ist in der Hacktivismo Declaration zusammengefasst, welche die Allgemeine Erklärung der Menschenrechte und den völkerrechtlichen Schutz der politischen Opposition auf das Internet übertragen will.
Hacktivismo hat außerdem eine eigene Software-Lizenz unter dem Namen Hacktivismo Enhanced-Source Software License Agreement veröffentlicht.

## Auswahl wichtiger Softwareveröffentlichungen
- Back Orifice: Die Gruppe zeichnete 1998 für die Veröffentlichung von Back Orifice verantwortlich, einem bekannten Backdoor-Programm, welches der erste Trojaner seiner Art für das Betriebssystem Windows war. Nachdem dieser Trojaner nach seiner Veröffentlichung im IRC und danach im Internet eine enorme Diskussionswelle über Sicherheitsfragen hervorgerufen hatte, folgten eine ganze Reihe weiterer solcher Trojaner, beispielsweise SubSeven.

- NBName
- SMBRelay und SMBRelay2
- The Automated Prayer Project[12]

- Goolag Scanner, ein Suchwerkzeug, mit dem es möglich ist, über die verbreitete Suchmaschine Google mithilfe spezieller Suchanfragen nach Sicherheitslücken anderer Systeme zu suchen.

- XeroBank (früher: Torpark):[13] dient zum anonymen Surfen auf Microsoft Windows, ohne Spuren zu hinterlassen. XeroBank stellt eine Verbindung zum Tor-Netzwerk her und stellt einen entsprechend eingerichteten Firefox-Webbrowser zur Verfügung. Die Software passt auf einen handelsüblichen USB-Stick und kann nach dessen Verbindung mit dem PC über eine EXE-Datei gestartet werden. Die Standardsprache des Systems ist Englisch; es beinhaltet jedoch auch Sprachunterstützung für Deutsch, Französisch, Arabisch und vereinfachtes Chinesisch.